# Juli Glassicià
Gai Juli Alpí Glassicià (en llatí: Julius Classicianus) va ser procurador romà de Britànnia des de l'any 61 fins a la seva mort el 65.
Fou designat amb aquest títol després que el seu predecessor, Cat Decià, hagués fugit a la Gàl·lia un cop esclatada la Revolta de Boudica. Un cop en el càrrec i esclafada ja la revolta, Juli Glassicià expressà a l'emperador Neró la seva preocupació respecte a la política de repressió que el governador Suetoni Paulí estava duent a terme, doncs segons Juli, acabaria per provocar més hostilitats. Neró envià a Políclit per dur a terme una investigació, que acabà amb la destitució de Suetoni i el nou nomenament de Gai Petroni Turpilià com a governador de la província.
Londres havia estat totalment destruïda per Boudica només quatre anys abans, així que Clàssic segurament supervisà gran part de la seva reconstrucció.
Juli Glassicià va morir a Londres l'any 65, ciutat on va ser enterrat. La seva esposa Julia Pacata, va erigir la seva tomba. Era filla de Juli Indus, un noble gal dels trèvers que va ser comandant de la unitat de cavalleria Ala Gallorum Indiana. La tomba es va utilitzar en la construcció de la muralla medieval de la ciutat de Londres i avui en dia es troba en el Museu Britànic.
Potser va estar emparentat amb Juli Alpí, que fou executat després de liderar els Helvetii de Avènticum contra Aule Cecina Aliè, o potser amb Juli Clàssic, un prefecte d'un cos (ala) auxiliar gal de l'exèrcit romà del Rin.